# 电磁武器
电磁武器是指利用电磁波辐射会对人体或设备造成损伤从而达到干扰或杀伤敌人的武器。而利用電磁力場投射物體的武器如磁軌砲和線圈砲則不屬於這一類。
根据电磁波长，电磁武器分为5类：低频和极低频武器、射频武器、超高频（或微波）武器、光频武器和粒子武器。

## 例子
- 高功率的定向微波武器，利用辐射频率为1000—300000兆赫的电磁波汇聚成一定方向，借高能量攻击并损毁目标，研究表明微波武器功率很高时可以达到中子弹的效果。另外微波武器是隐形飞机的克星。
- 电磁脉冲弹又称高能微波炸弹，为非杀伤性武器，只对电子设备造成伤害。
- 广义地说，激光武器也属于电磁武器的一类。[原創研究？]

### 条目
- 电磁脉冲（EMP）
- 微波
- 能量武器

### 資料
1. ↑  杨贵兰. . 中国教育和科研计算机网.   [2021-04-05].